# Goerodes dentatus
Goerodes dentatus är en nattsländeart som beskrevs av Statzner 1976. Goerodes dentatus ingår i släktet Goerodes och familjen kantrörsnattsländor. Inga underarter finns listade i Catalogue of Life.